# Distrito de Szarvas
El distrito de Szarvas (húngaro: Szarvasi járás) es un distrito húngaro perteneciente al condado de Békés.
En 2013 tenía 28 558 habitantes. Su capital es Szarvas.

## Municipios
El distrito tiene 2 ciudades (en negrita), 2 pueblos mayores (en cursiva) y 2 pueblos (población a 1 de enero de 2012):
- Békésszentandrás (3765)
- Csabacsűd (1800)
- Kardos (608)
- Kondoros (5201)
- Örménykút (374)
- Szarvas (17 007) – la capital